# Koetaisi
Koetaisi (Georgisch: ქუთაისი; Russisch: Кутаиси; oude namen: Aea/Aia, Rhodopolis, Koetatisi, Koetaïssi, Koetais) is de vierde stad van Georgië met 125.589 inwoners (2024) en is de hoofdstad van de regio (mchare) Imereti. Koetaisi is een van de oudste continu bewoonde steden ter wereld. Historisch gezien is het een van de belangrijkste steden van Georgië en was het onder meer het politieke centrum van Colchis, hoofdstad van het Koninkrijk Georgië en later de hoofdstad van Koninkrijk Imeretië.
De stad ligt op 220 kilometer ten westen van Tbilisi aan de rivier de Rioni, de grootste rivier van West-Georgië. Koetaisi is een van de vijf steden in Georgië met zogeheten zelfbestuur, een stadsgemeente en was van 2012 tot en met 2018 zetel van het Georgisch parlement.

## Geschiedenis

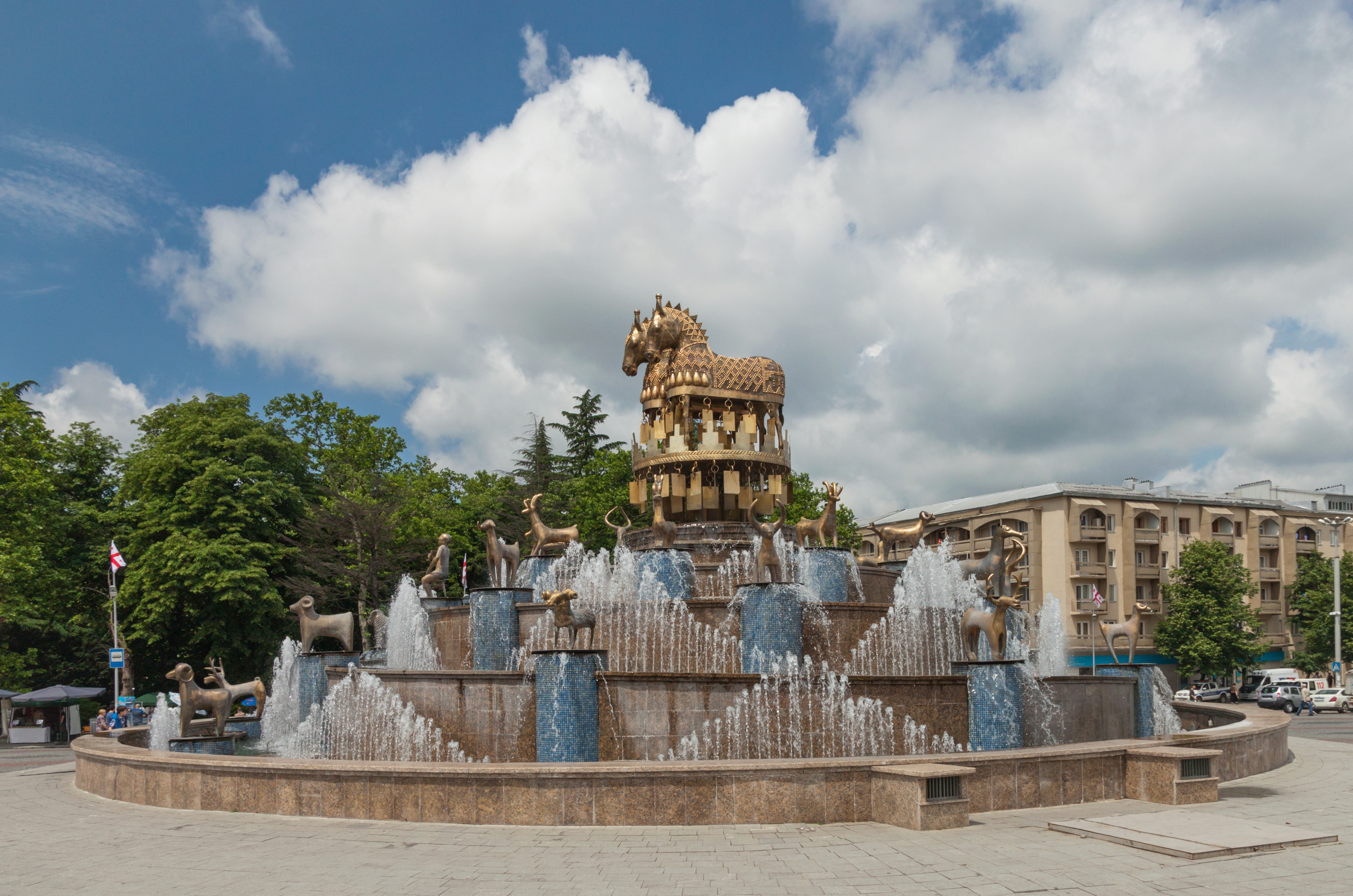
Colchis fontein gemodelleerd naar archeologische vondsten van de Colchiscultuur

De plaats waar nu Koetaisi ligt wordt al duizenden jaren bewoond, zo blijkt uit archeologische vondsten uit de bronstijd. Veelal in de geschiedenis was de plaats het politiek centrum van verschillende Georgische koninkrijken. Het speelde een belangrijke rol in Colchis, was de hoofdstad van Egrisi (Lazika), voor ruim een eeuw de eerste hoofdstad van het verenigde koninkrijk Georgië, en daarna het koninkrijk Imeretië. Er wordt aangenomen dat Koetaisi (als Aia) in het epos Argonautica van de Griekse dichter Apollonius Rhodius de eindbestemming is van de zoektocht door Jason en de Argonauten naar het Gulden Vlies in Colchis en dat het tevens de residentie is van koning Aietes.

### Middeleeuwen
Van 1008 tot 1122 was Koetaisi de eerste hoofdstad van het verenigde Koninkrijk Georgië, waarna de hoofdstad werd verplaatst naar Tbilisi. In de 13e en vanaf de 15e eeuw was het de hoofdstad van het West-Georgische koninkrijk Imeretië, dat na de Vrede van Amasya in 1555 onder Ottomaanse controle kwam te staan. Eerder in 1512 had de Turkse sultan Selim I de stad al vernietigd bij een invasie.

### Russische overheersing
In 1770 werd de stad door het Russische leger ontzet uit de Turkse overheersing, maar pas in 1810 werd Imeretië en daarmee Koetaisi geannexeerd door het Russische Rijk. De stad was tot 1840 de hoofdstad van het Oblast Imeretië en vanaf 1846 van het Gouvernement Koetais dat eind 19e eeuw ook Abchazië en Adzjarië omvatte. Tevens was het binnen dat gouvernement het centrum van het oejezd (provincie) Koetais.(Кутаи́сская Губе́рния, Koetaiskaya Goebérniya). In 1872 werd acht kilometer ten zuiden van de stad aan de spoorweg Tiflis - Poti het station Rioni geopend, en in 1877 werd een aftakking naar het centrum van de stad met het station Koetaisi geopend. De stad groeide in deze periode snel als Russisch bestuurlijk centrum van West-Georgië, het werd ook een Georgisch sociaal-cultureel centrum en het had de grootste Joodse gemeenschap in Georgië. 
In 1878 stonden negen Joodse kooplui uit Satsjchere in Koetaisi terecht in een bloedwraak zaak die door de Russische autoriteiten aangespannen was. De kooplui werden beschuldigd van moord op een christelijk meisje en het gebruik van haar bloed om matse mee te bakken. De zaak werd breed uitgemeten in de Joods-Russische media en ondanks de vrijspraak voor de verdachten bevestigde het onder de Joodse gemeenschap de antisemitische tendensen van de Russische heersers. De Joodse gemeenschap werd gesteund door Georgische intellectuelen als Ilia Tsjavtsjavadze en de uit Satsjchere afkomstige Akaki Tsereteli.
Tijdens de invasie in 1921 van het Rode Leger van de Democratische Republiek Georgië was Koetaisi voor 14 dagen de zetel van de mensjewistische regering, nadat deze uit Tbilisi was verdreven. Op 11 maart 1921 werd Koetaisi veroverd door het Rode Leger, waarna het onderdeel werd van de Georgische sovjetrepubliek, dat tot 1936 onderdeel was van de Trans-Kaukasische Federatie. In de Sovjet-Unie werd Koetaisi een van de belangrijkste industriële centra van de Georgische SSR en vervijfvoudigde de bevolking in ruim 60 jaar tijd, naar bijna 235.000 inwoners in 1989.

### Na 1991
De ingestorte economie, de politieke instabiliteit, corruptie en oorlogen na de val van de Sovjet-Unie en de herwonnen onafhankelijkheid in 1991 trok een zware wissel op de stad en veel inwoners vertrokken. In de nasleep van de Georgische Burgeroorlog brak op 19 oktober 1998 een opstand uit van de zviadisten, aanhangers van ex-president Zviad Gamsachoerdia, onder leiding van Akaki Eliava gericht tegen Edoeard Sjevardnadze. Ongeveer 200 soldaten trokken met tanks en pantservoertuigen van Senaki naar Koetaisi. Deze werd snel neergeslagen. 
In een poging Koetaisi weer een tweede centrum van het land te maken en om de macht te decentraliseren en dichterbij Abchazië te brengen werd in 2009 door president Micheil Saakasjvili besloten het parlement naar Koetaisi te verplaatsen. Eind van dat jaar kwamen twee mensen om bij het controversiële opblazen van het 46-meter hoge monument ter herinnering aan de Grote Vaderlandse Oorlog (Tweede Wereldoorlog) dat plaats moest maken voor het nieuwe Georgische parlement. Het ongeveer 150 miljoen euro kostende hypermoderne parlementsgebouw aan de westrand van de stad werd op 26 mei 2012 door Saakasjvili ingehuldigd. Nadat in datzelfde jaar de oppositiepartij Georgische Droom de verkiezingen won werd al snel begonnen met het terugverplaatsen van het parlement naar Tbilisi, wat uiteindelijk eind 2018 geformaliseerd werd.

## Geografie

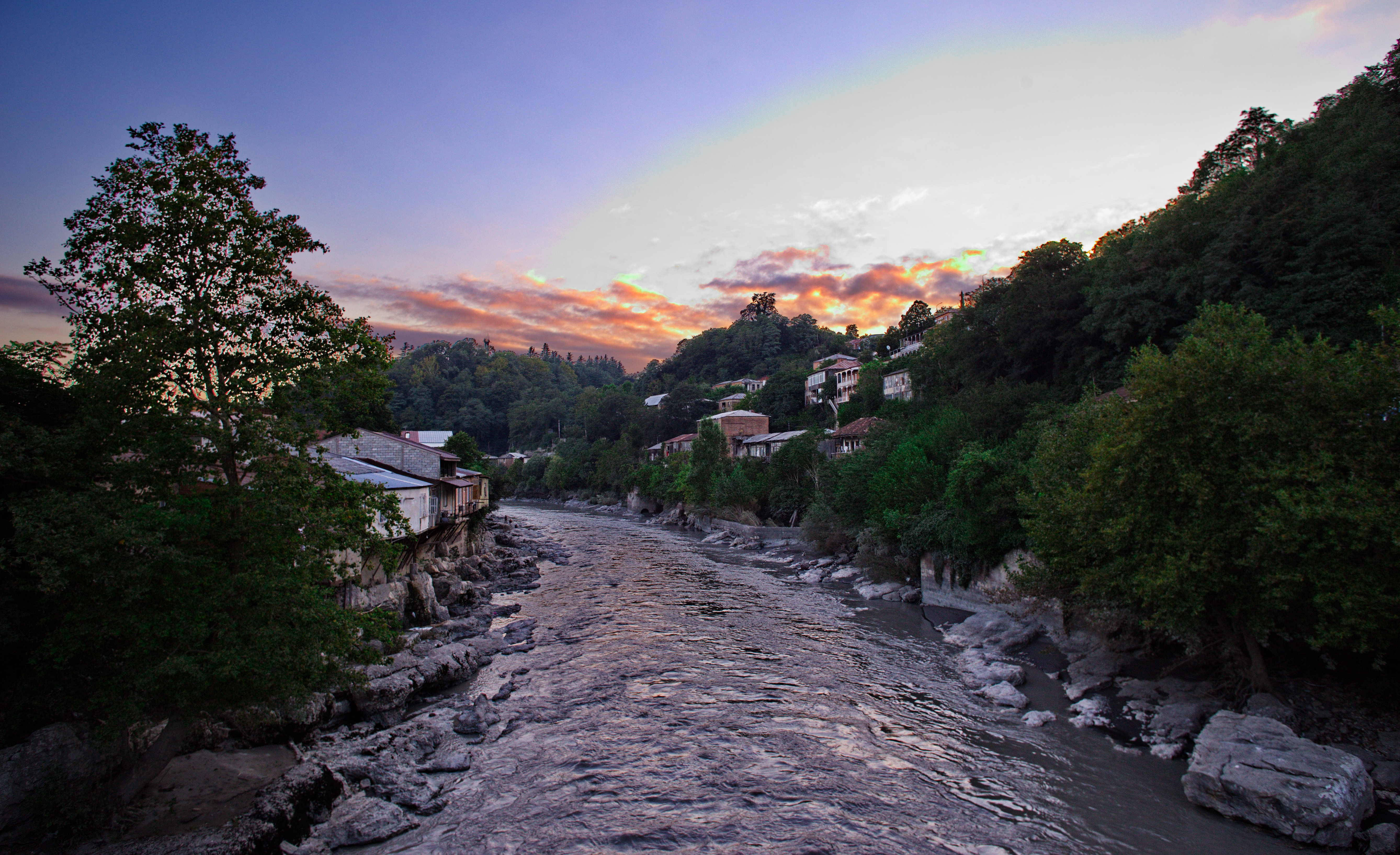
Rioni door de stad

De stad Koetaisi heeft een totale oppervlakte van 67,7 km², en ligt aan beide zijden van de rivier de Rioni op een hoogte van 100-235 meter boven zeeniveau. Het ligt op de rand van het Colchis Laagland en het Noordelijke Imereti Heuvelland, waar loofbossen te vinden zijn. De Rioni stroomt vanuit noordelijke richting door kalksteenkloven door dit heuvelland, met kalksteenkliffen van de Samgoerali heuvelrug tot 160 meter hoogte direct ten noorden van de stad, alvorens de rivier de Colchisvlakte bereikt. In het centrum van de stad stroomt de rivier door uitgesleten kalksteen bij de Dzjatsjvibrug. Rond de zuidelijke lager gelegen uitlopers van de stad liggen landbouwgebieden.

### Klimaat
Het klimaat in Koetaisi is zacht subtropisch met een warme, vochtige luchtstroming uit de Zwarte Zee, die karakteristiek is voor West-Georgië en het Colchis Laagland. De zomers zijn heet met gemiddelde maxima van ruim 28 °C en de winters nat en koel. De gemiddelde jaarlijkse temperatuur in de stad bedraagt 15,8 °C. De koudste maand is januari met gemiddeld 6,5 °C en de warmste maand is augustus met een daggemiddelde van 24,0 °C. De laagste temperatuur ooit was -17 °C en de hoogste 42 °C. Regen valt het hele jaar door, met een jaarlijkse neerslag van gemiddeld 1330 mm. De droogste maand is augustus (61,2 mm) en de natste is oktober (148,1 mm).

## Demografie

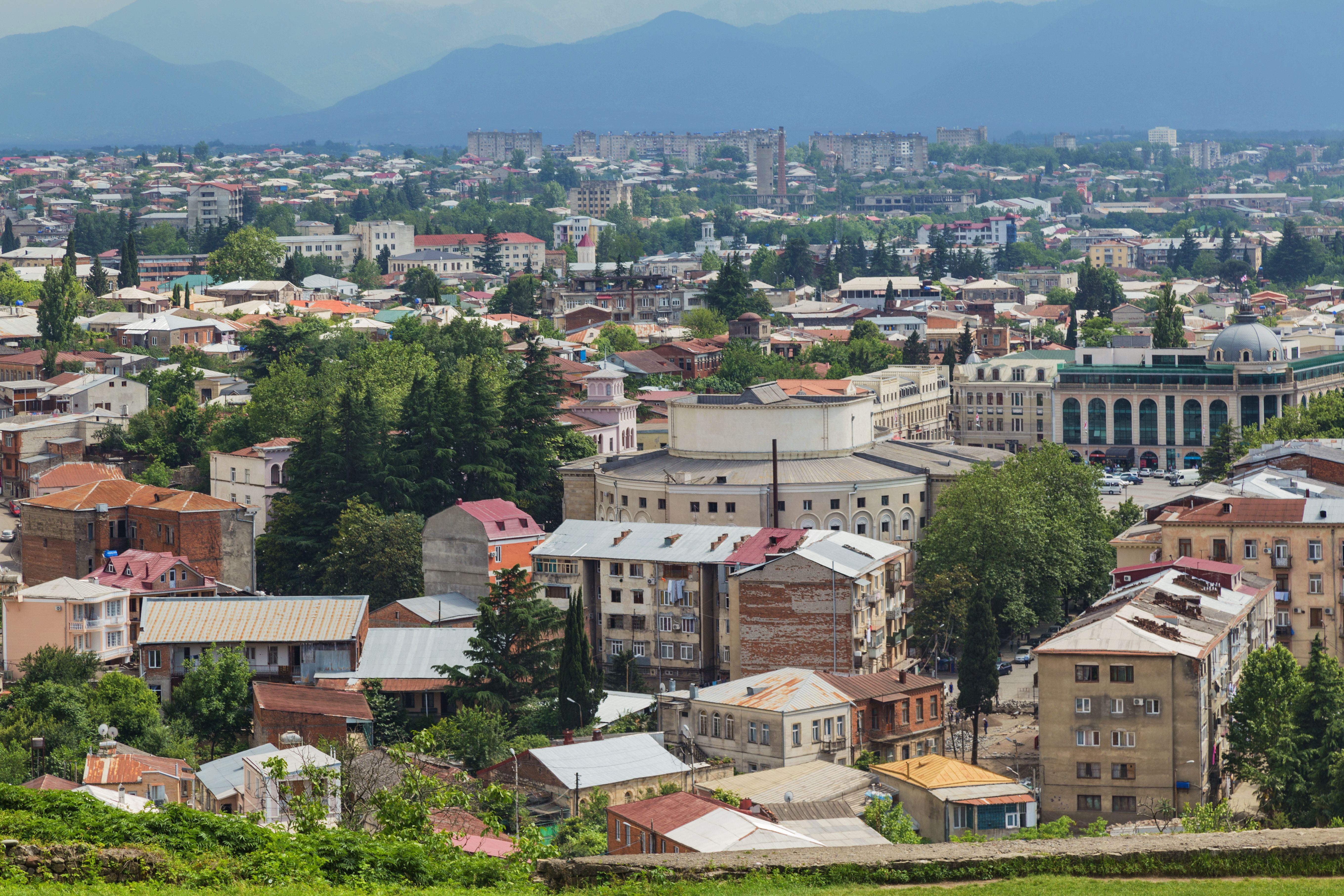
Vierde grote stad van Georgië

Begin 2024 had Koetaisi 125.589 inwoners, ruim 22.000 inwoners minder (14,9%) sinds de volkstelling in 2014. Daar waar andere grote steden in Georgië, sinds de grote bevolkingsdaling van de jaren 1990 tot 2010, de inwoners weer weten vast te houden of zelfs te groeien, zette de krimp in Koetaisi na 2010 onverminderd voort. De stad is sinds 2013 de tweede plaats in het land kwijtgeraakt aan Batoemi, en in 2022 zakte Koetaisi naar de vierde plaats, voorbijgestreefd door Roestavi.
In de 20e eeuw groeide Koetaisi snel door de Sovjet-industrialisatie, die van de stad een industriecentrum in de Georgische sovjetrepubliek maakte. In ruim zestig jaar tijd vervijfvoudigde de bevolking van de stad van 48.000 in 1926 naar bijna 235.000 inwoners in 1989. Het uiteenvallen van de Sovjet-Unie en de diepe economische en staatkundige crises in het onafhankelijke Georgië trokken een zware wissel op Koetasi. Veel werkloos geworden inwoners verhuisden of emigreerden.
| Koetaisi | 22.643 | 32.476 | 48.196 | 77.515 | 128.203 | 162.787 | 194.297 | 234.870 | 185.965 | 147.635 | 135.201 | 125.589 |  |  |
| |        |        |        |        |         |         |         |         |         |         |         |         |  |  |
| Georgiërs | 67,1%  | 67,8%  | 82,7%  | 76,9%  | 75,4%   | 83,3%   | 88,2%   | 90,1%   | 97,6%   | 99,0%   | -       | -       |  |  |
| Joden | 12,3%  | 10,5%  | 9,8%   | 8,9%   | n.b.    | n.b.    | 2,1%    | n.b.    | n.b.    | 0,04%   | -       | -       |  |  |
| Russen | 6,7%   | 11,3%  | 1,8%   | 11,3%  | 12,6%   | 7,4%    | 6,7%    | 4,4%    | 1,2%    | 0,3%    | -       | -       |  |  |
| Armeniërs | 10,2%  | 3,9%   | 1,7%   | 1,3%   | 1,3%    | 0,9%    | 0,7%    | 0,5%    | 0,3%    | 0,1%    | -       | -       |  |  |
| Verantwoording data: Bevolkingsstatistiek Georgië 1886 tot heden, met etnisch 1886-1959, 1970, 1979, 1989, 2002, 2014. Opmerking census 2002. |        |        |        |        |         |         |         |         |         |         |         |         |  |  |

### Etniciteit en religie

Synagoge in Koetaisi uit 1886

De bevolking van Koetaisi was anno 2014 voor bijna 99% Georgisch. De grootste etnische minderheden waren ruim 500 Russen (0,4%), 150 Oekraïners en ruim 100 Armeniërs. Een opvallende minderheid zijn de ruim 100 Bosja, een Armeense Romagroep, waarvan een zesde van de totale gemeenschap in Georgië in Koetaisi woont. Verder wonen er tientallen Assyriërs, Pontische Grieken, Joden, Osseten, Azerbeidzjanen en kleinere aantallen Abchaziërs en enkele Jezidi's. De religieuze samenstelling volgt de etnische: bijna 99% is Georgisch-Orthodox en er zijn bijna 500 jehova's (0,3%). Daarnaast zijn er ruim 100 moslims en tientallen joden, protestanten en katholieken. 

### Joodse gemeenschap
Koetaisi had in de 19e eeuw de grootste Joodse gemeenschap in Georgië, en kende onder het tsaristisch Rusland naast een relatief grote Armeense bevolking ook veel Russische inwoners, mede doordat het in de 19e eeuw de zetel van het Gouvernement Koetais was. Na de Russische Revolutie van 1917 en de kortstondige vorming van de Democratische Republiek Georgië kromp de Russische populatie, maar deze kwam snel weer terug nadat Georgië deel werd van de Sovjet-Unie. Eind jaren 1960 en begin jaren 1970 kromp de Joodse bevolking snel door het toestaan van emigratie en uitreisvisa. Ook in latere jaren ging deze emigratie door. In 1959 had Koetaisi nog bijna 7000 Joodse inwoners, toen de tweede grote gemeenschap na Tbilisi. In 1979 waren dit er ruim 4000 en anno 2014 waren dit er nog slechts 60. In Koetaisi zijn drie synagogen, gebouwd in de 19e eeuw, waarvan de jongste uit 1886 nog actief is.

## Administratieve onderverdeling

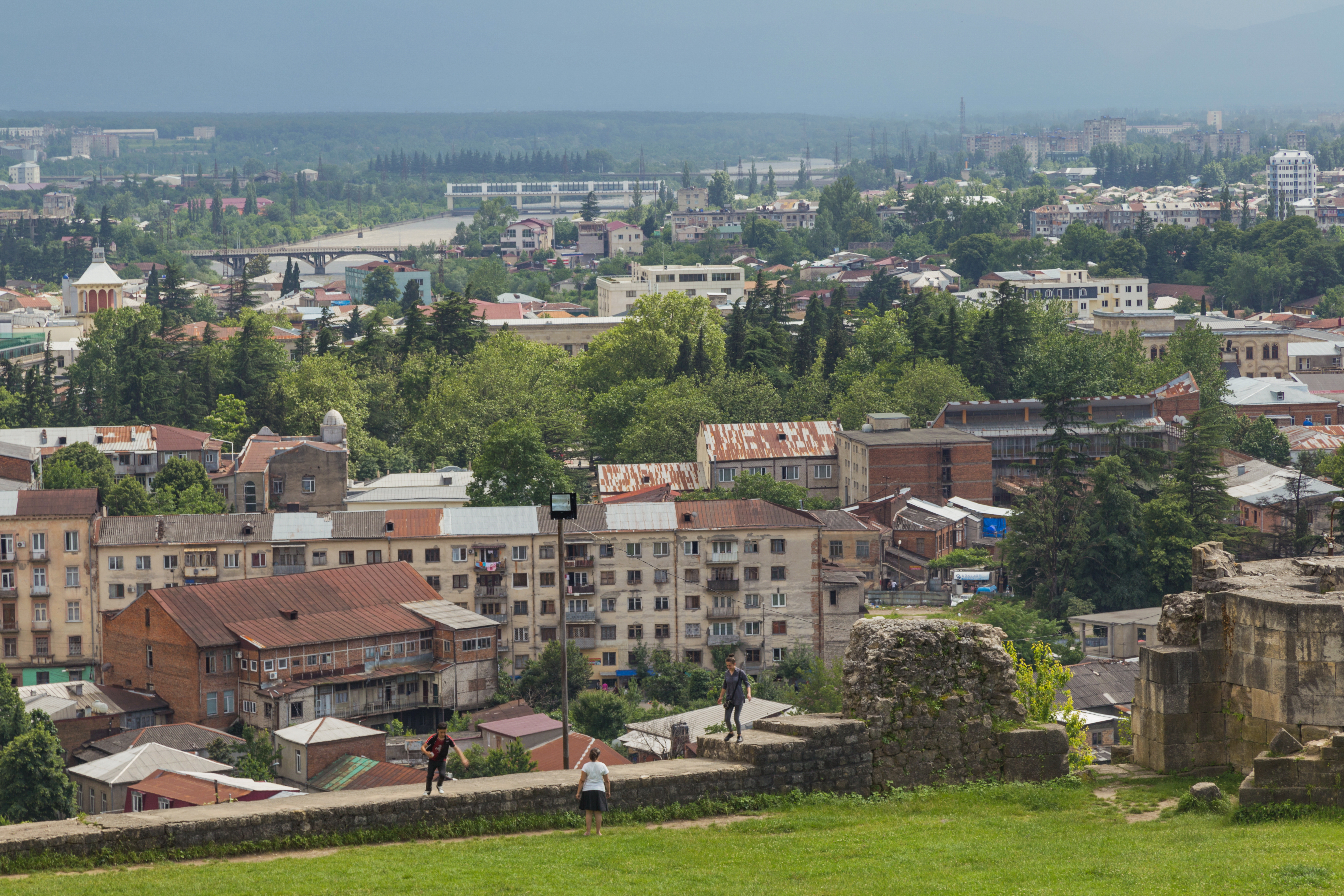
Zicht op het district Dzelkviani, langs de rechteroever van de Rioni

De stad is administratief onderverdeeld in 12 districten.
| - 1. Avtokarchana - 2. Gamardzjveba - 3. Ukimerioni - 4. Kalak-Muzeumi - 5. Safitsjchia - 6. Kachianouri | - 7. Dzelkviani - 8. Nikea - 9. Vakisoebani - 10. Soelchan-Saba - 11. Moechnari - 12. Goemati |

## Bestuur

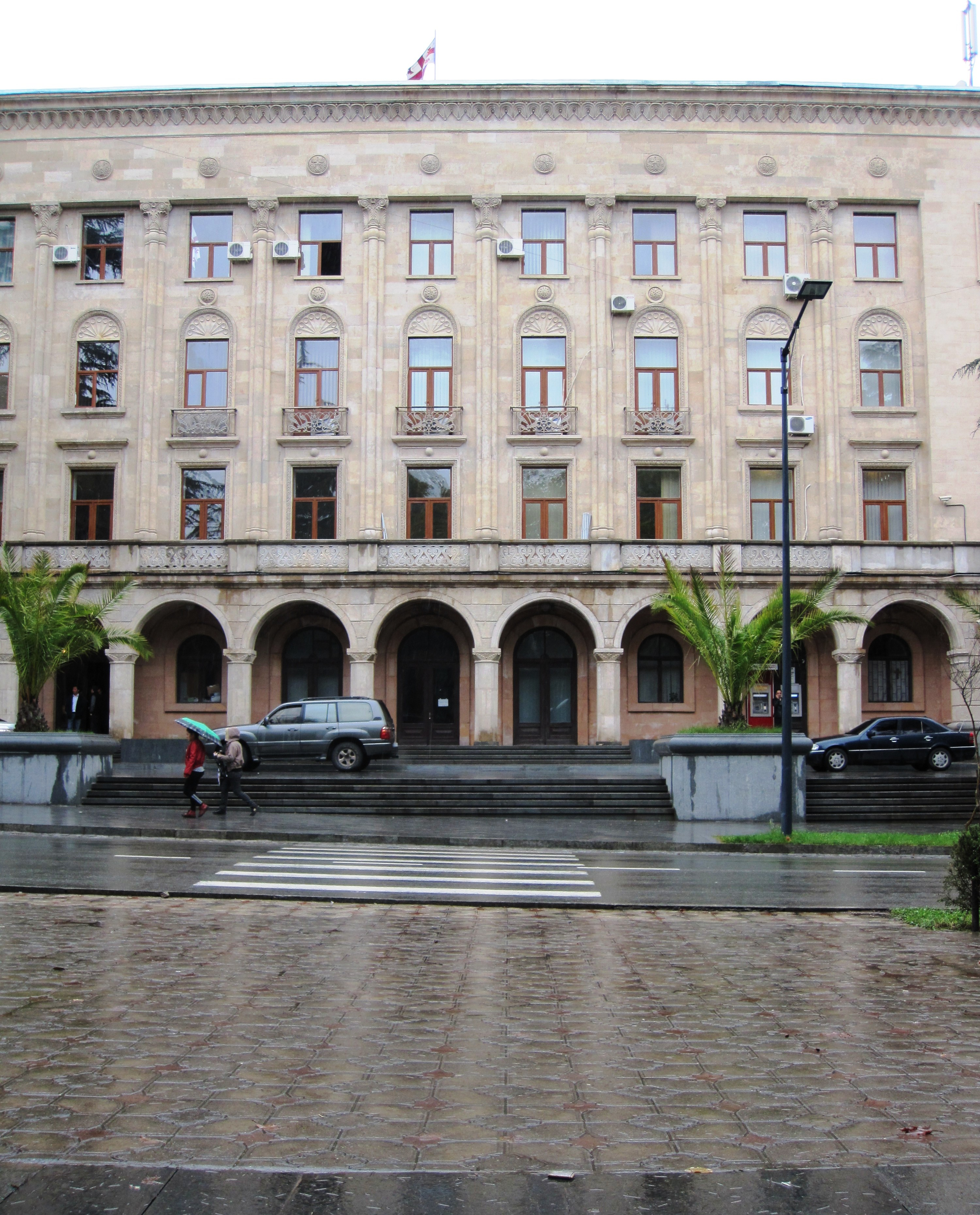
Stadhuis van Koetaisi.

De gemeenteraad van Koetaisi (Georgisch: საკრებულო, sakreboelo) wordt elke vier jaar gekozen in een gemengd kiesstelsel. Een deel wordt via enkelvoudige kiesdistricten gekozen en een deel via evenredige vertegenwoordiging van gesloten partijlijsten, waarvoor een kiesdrempel geldt van drie procent.
| Samenstelling Sakreboelo (zetels per partij) | Samenstelling Sakreboelo (zetels per partij) | Samenstelling Sakreboelo (zetels per partij) | Samenstelling Sakreboelo (zetels per partij) | Samenstelling Sakreboelo (zetels per partij) | Samenstelling Sakreboelo (zetels per partij) |
| Partij                                       | Partij                                       | 2014                                         | 2017                                         | 2021                                         |                                              |
| -------------------------------------------- | -------------------------------------------- | -------------------------------------------- | -------------------------------------------- | -------------------------------------------- | -------------------------------------------- |
|                                              | Georgische Droom (GD)                        | 18                                           | 19                                           | 18                                           |                                              |
|                                              | Verenigde Nationale Beweging (UNM)           | 4                                            | 4                                            | 14                                           |                                              |
|                                              | Overige partijen                             | 3                                            | 2                                            | 3                                            |                                              |
| Totaal                                       | Totaal                                       | 25                                           | 25                                           | 35                                           |                                              |

## Economie

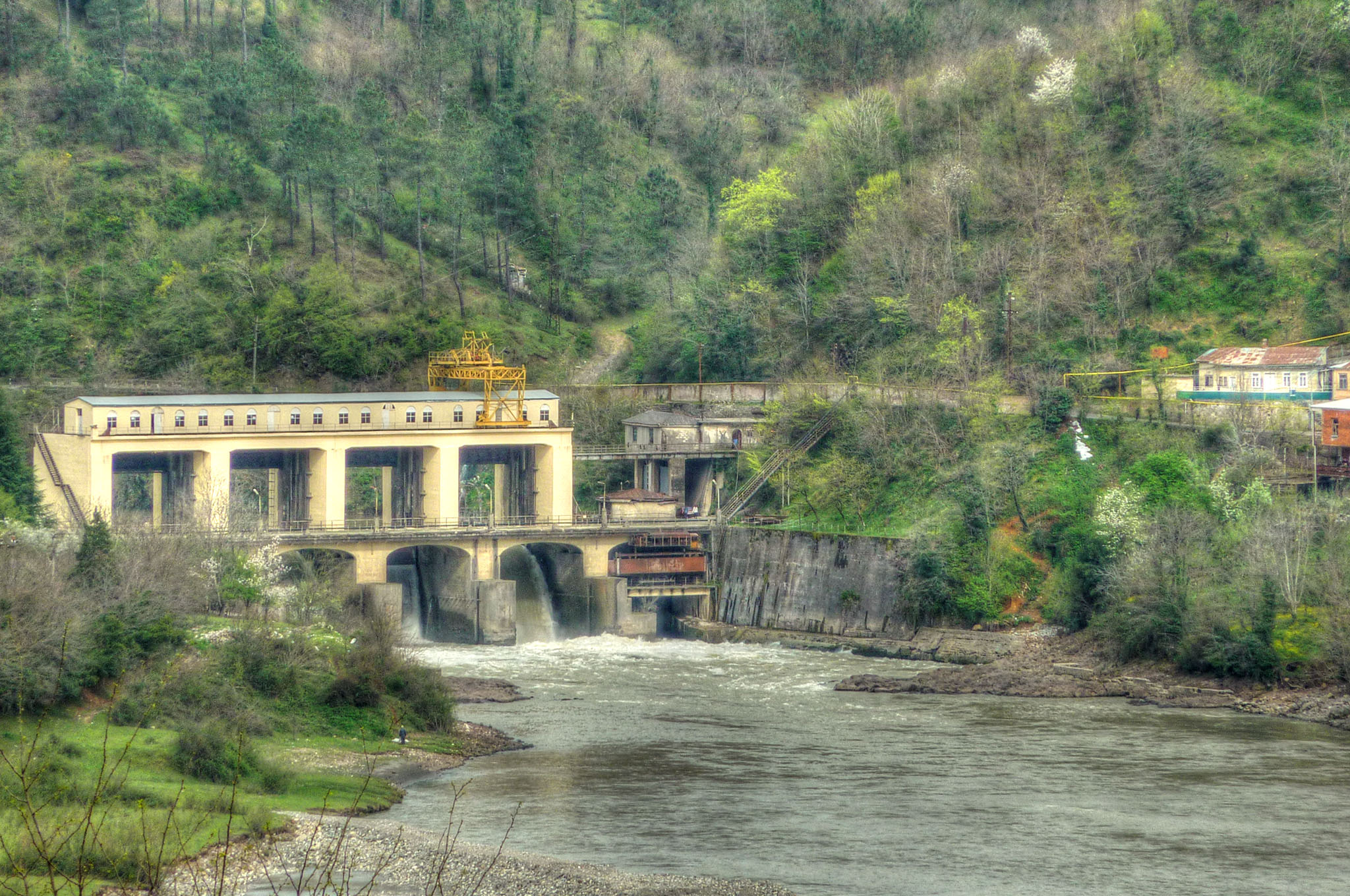
Goemati-2 waterkrachtcentrale bij de stad

Koetaisi is van oudsher een belangrijk industrieel centrum in Georgië, maar na het uiteenvallen van de Sovjet-Unie stopten de meeste oude fabrieken of moesten ze hun activiteiten sterk verminderen. Niettemin blijft de stad een belangrijk regionaal centrum voor het grotere Imereti-gebied en fungeert het als een commercieel centrum voor het omliggende platteland. Een van de grote fabrieken uit de Sovjetperiode, de in 1945 geopende Koetaisi Automechanische Fabriek, is nog steeds een belangrijke werkgever in de stad. De afgelopen jaren is de stad meer investeringen gaan aantrekken van verschillende multinationals, en zijn er een tweetal 'Industriële Vrije Zones', de Kutaisi Free Zone sinds 2009 en de Hualing Kutaisi Free Zone sinds 2015 met belastingvrijstellingen en gereduceerde handelsbelemmeringen.
In 2019 opende de Duitse zonnepanelenfabrikant AE Solar een nieuwe volledig geautomatiseerde productielijn in Koetaisi met een jaarlijkse productiecapaciteit van 500 MW, de grootste zonnepanelenfabriek in Europa op dat moment. In 2021 is deze fabriek in Georgisch-Amerikaanse handen overgegaan. In 2019 kondigde de regering groots plannen aan van het Chinese Chang'an Motors voor de bouw van een fabriek voor de productie van elektrische auto's in Koetaisi, met een jaarlijkse productiecapaciteit van maximaal 40.000 voertuigen en werkgelegenheid voor circa 3000 mensen. Anno 2022 was deze fabriek er echter nog steeds niet. Volgens autoriteiten vanwege de coronapandemie.
De rivier Rioni is een belangrijke natuurlijke leverancier van elektriciteit. Ten noorden van de stad ligt in de rivierkloof de in 1956 en 1958 geopende Goemati waterkracht cascade met een capaciteit van 66,7 MW en ten zuiden van de stad de Rioni waterkrachtcentrale uit 1933 met een capaciteit van 48 MW.

## Bezienswaardigheden

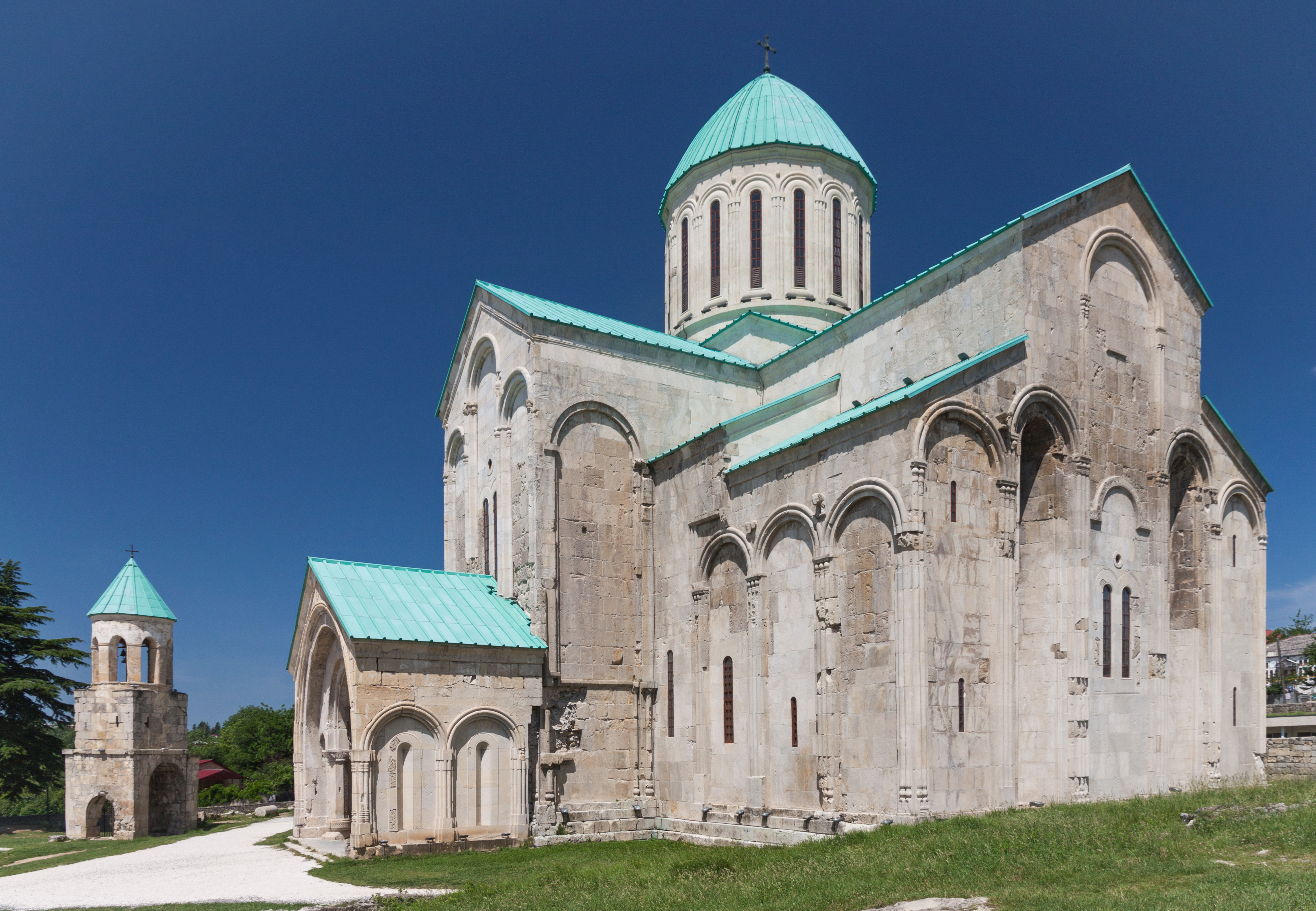
Bagratikathedraal

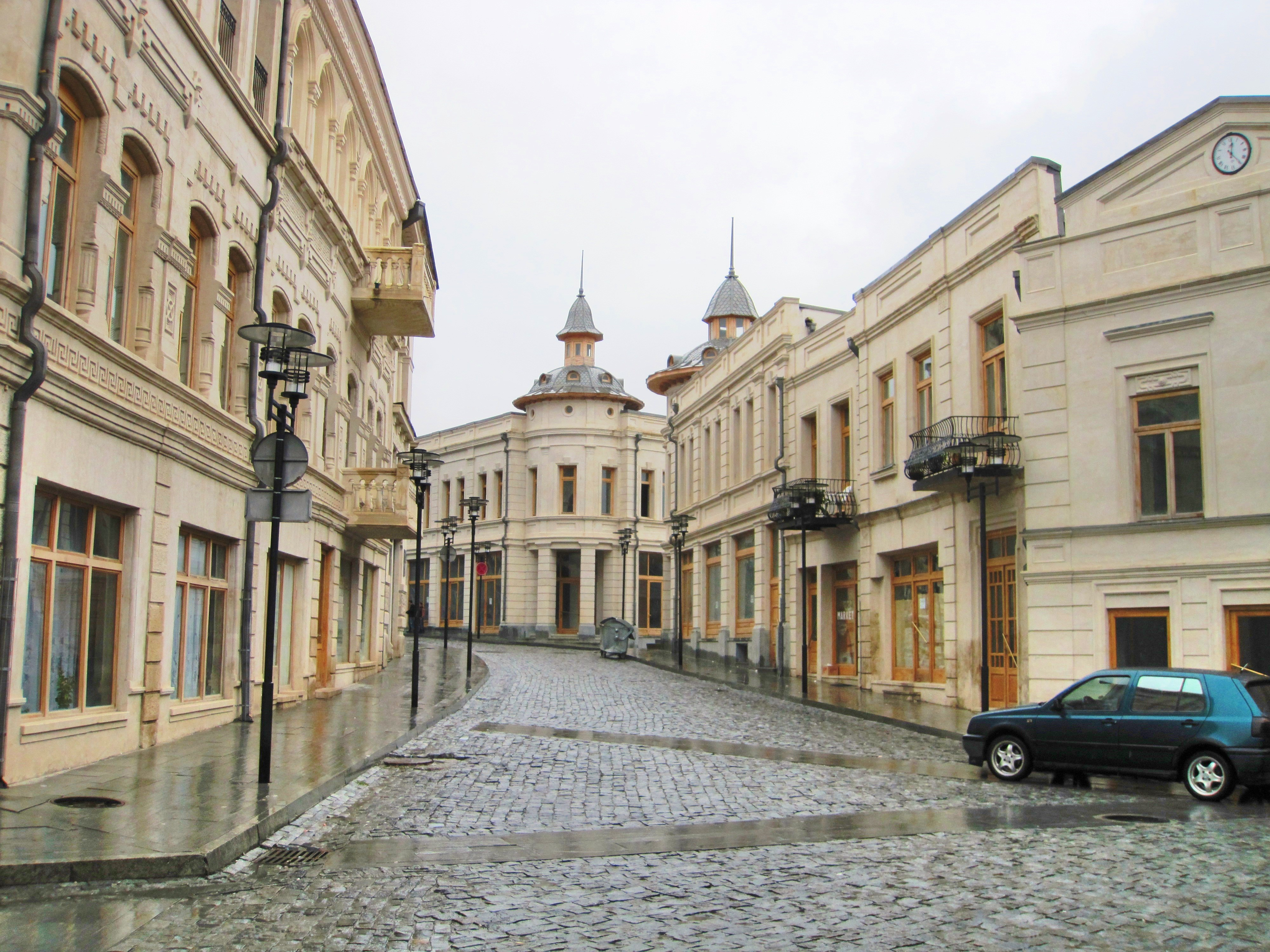
Opgeknapt centrum

Koetaisi heeft een historisch centrum aan de rivier Rioni en kent als belangrijkste stad in West-Georgië verschillende cultuur-historische bezienswaardigheden en natuurmonumenten in en vlak bij de stad. 
- Het belangrijkste monument is de Bagratikathedraal uit 1003 aan de noordkant van het centrum, die werd gebouwd door koning van Georgië Bagrat III en vernietigd werd door de Ottomanen in 1696. De kathedraal stond tussen 1994 en 2017 samen met het 10 kilometer naar het oosten gelegen Gelatiklooster op de Werelderfgoedlijst van UNESCO, maar werd van de lijst verwijderd na een controversiële restauratie. Het Gelatiklooster bleef wel op de lijst staan als architecturaal hoogtepunt van de Georgische Gouden Eeuw.[49] In de buurt van de Bagratikathedraal liggen ook ruïnes van de vestingwal en het paleis van de koning.
- Motsametaklooster tussen de stad en het Gelatiklooster gelegen boven de kloof van de rivier Tskaltsitela. Oorspronkelijk uit 11e eeuw, maar in de huidige vorm gedeeltelijk uit de 19e eeuw. Koning Bagrat IV liet hier in de 11e eeuw een kerk bouwen nadat de Arabieren in de 8e eeuw een eerdere kerk vernietigd hadden. Twee prinsen van het voormalige prinsdom Argveti, door de Arabieren vermoord, zouden hier begraven liggen. Wandschilderingen uit de late middeleeuwen.[50][51] De rivierkloof zelf heeft een beschermde status als natuurmonument.
- Witte Brug. Een 19e-eeuwse stalen brug over de Rioni. Vanaf de linkeroever is er sinds 1961 een kabelbaan naar de heuveltop en het speeltuinpark aan de overkant van de rivier.
- Dzjatsjvibrug, of ook wel Kettingbrug. Oudste brug in de stad met fundamenten die teruggaan naar de 5e eeuw. De hedendaagse pilaren stammen uit 1770. In de 19e eeuw werd het moderne brugdek gebouwd met de kettingen die de naam aan de brug gaven.
- Koetaisi Botanische Tuin, achter de Bagratikathedraal langs de oever van de Rioni. Begonnen in 1820 als stadspark, en sinds 1969 een hortus botanicus.[52]
- Koetaisi Staatshistorisch Museum, historisch en etnografisch museum opgericht in 1921 en gevestigd in het oude centrum van Koetaisi met vele archeologische vondsten uit de stad en omgeving.[53]
- Koetaisi Galerij der Schone Kunsten, opgericht in 1976. Gevestigd in het centrum met werken van Georgische kunstenaars uit de 19e en 20e eeuw, zoals Niko Pirosmani, Gigo Gabasjvili, David Kakabadze en Felix Varlamisjvili (Varla).[54]
- Ruïnes van het Gegoetipaleis, aan de zuidkant van Koetaisi langs de autosnelweg S1/E60. Voormalig koninklijk paleis, gebouwd vanaf de 8e eeuw en door de eeuwen heen uitgebreid of herbouwd. Definitief vernield in de 19e eeuw toen de Russische heersers stenen gebruikten in de bouw van Koetaisi.
- Buiten de stad zijn verschillende grotten in de kalksteengebergtes te bezoeken. Tien kilometer ten noorden van Koetaisi is het Sataplia natuurgebied, waar dinosaurossporen, kalksteengrotten en Colchisbossen te zien zijn.[55] Twintig kilometer van Koetaisi bij het dorpje Koemistavi (Tskaltoebo) zijn de Promotheusgrotten van 1,8 kilometer lang te bezoeken, waarvan 1,4 kilometer openbaar met 22 grotkamers.[56][57] De naam werd door president Micheil Saakasjvili aan de grot gegeven, verwijzend naar de Griekse mythologie waarin Prometheus aan de nabijgelegen rotsen van Chvamli werd vastgeketend en de adelaar Ethon elke dag zijn aangegroeide lever kwam opeten als straf omdat hij het vuur aan de mensen had gegeven.[58] Ten slotte, in de gemeente Terdzjola twintig kilometer ten oosten van Koetaisi, zijn de Navenachevigrotten in de uitlopers van het Ratsjagebergte.[59]

## Onderwijs en cultuur

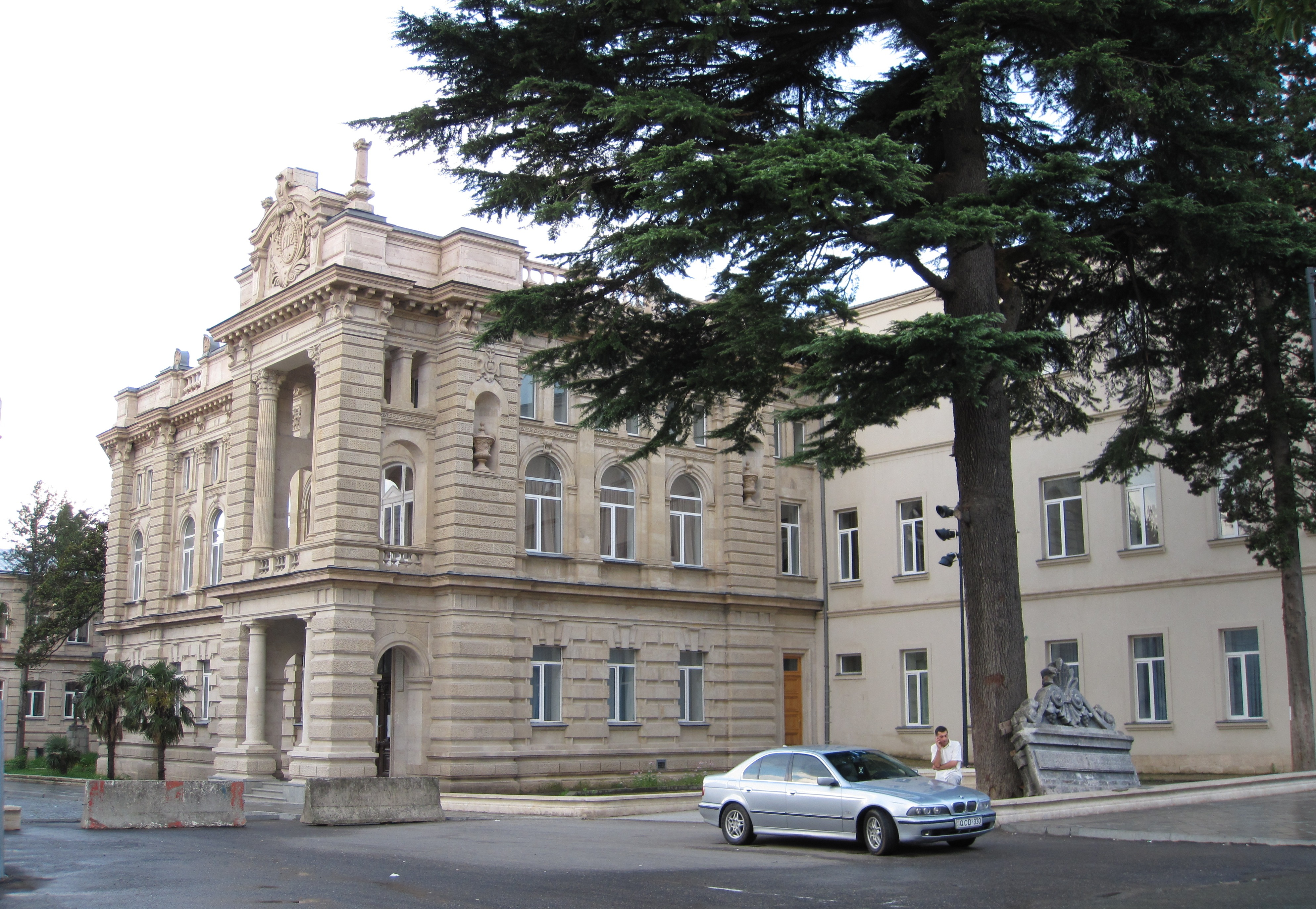
Akaki Tsereteli Gymnasium

In Koetaisi zijn een aantal belangrijke academische onderwijsinstellingen, zoals de Akaki Tsereteli Universiteit, de Technische Universiteit, Georgische Academie der Wetenschappen en een conservatorium. Het in 1830 opgerichte Georgische Gymnasium van Koetaisi, nu Akaki Tsereteli Publieke School Nr.1, bracht bekende Georgiërs voort, zoals dichter en prins Akaki Tsereteli waarnaar de school is vernoemd, linguïst Nikolai Marr, psycholoog Dimitri Oeznadse, de dichters Vladimir Majakovski en Grigol Robakidze en meer in de late 20e eeuw de voormalige Georgische parlementsvoorzitster Nino Boerdzjanadze.
Koetaisi heeft meer dan vijf theaters, waaronder een drama-, komedie- en maskertheater en een operagebouw.

## Vervoer

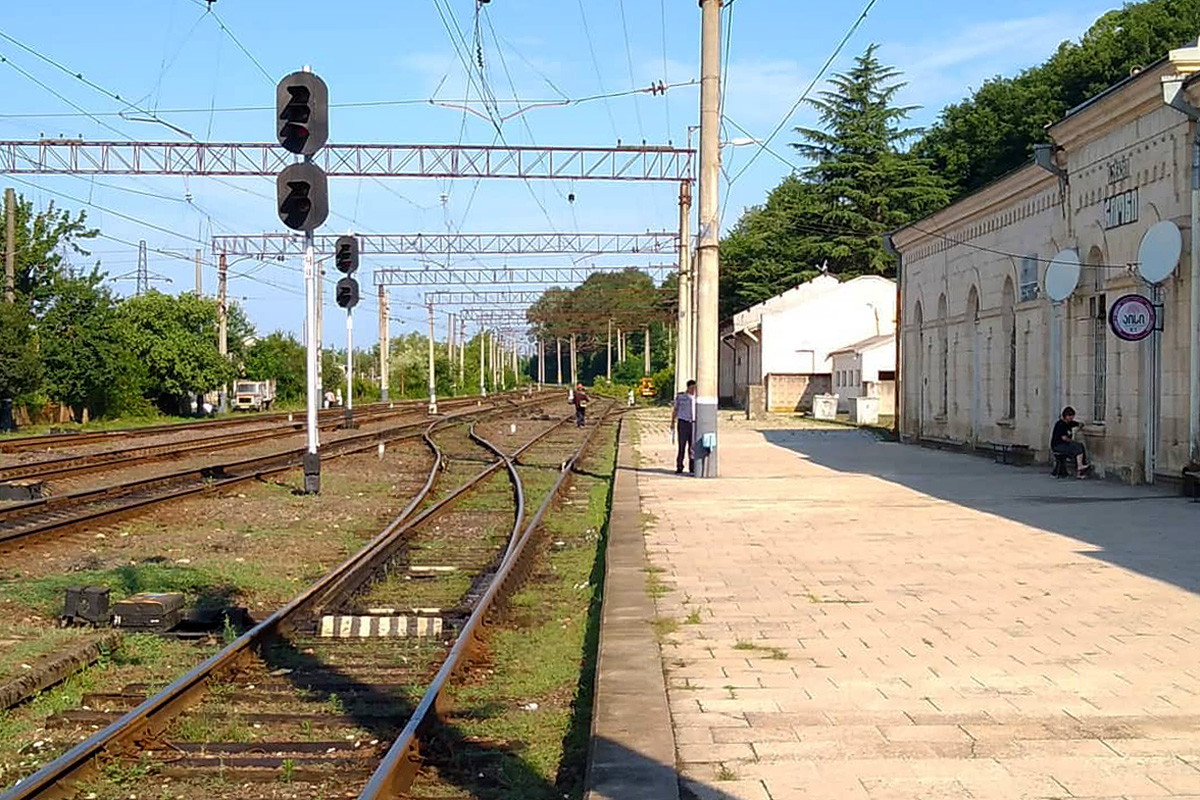
Rioni station

Koetaisi is goed met de rest van het land en de regio verbonden als regionaal verkeersknooppunt. De belangrijkste autoweg van het land, de oost-west S1 / E60, passeert de stad langs de zuidkant en verbindt de stad met Tbilisi in het oosten en de steden in het westen zoals Batoemi,Poti en Zoegdidi. Belangrijke regionale wegen uit alle richtingen rond Koetaisi komen door de stad. De stad is het Georgische eindpunt van de historische Osseetse Militaire Weg vanuit het Russische Noord-Ossetië over de Grote Kaukasus via de Mamisonpas. Deze passage is bij de Georgisch-Russische grens sinds 1991 gesloten, maar het Georgische deel is nog steeds een belangrijke verbinding voor de regio Ratsja-Letsjchoemi en Kvemo Svaneti en de plaatsen Ambrolaoeri en Oni en volgt de Rioni geheel stroomopwaarts. Verder zijn er belangrijke regionale wegen naar Baghdati, Tkiboeli, Tskaltoebo en dieper de noordelijke bergregio's in. 

### Spoorwegen

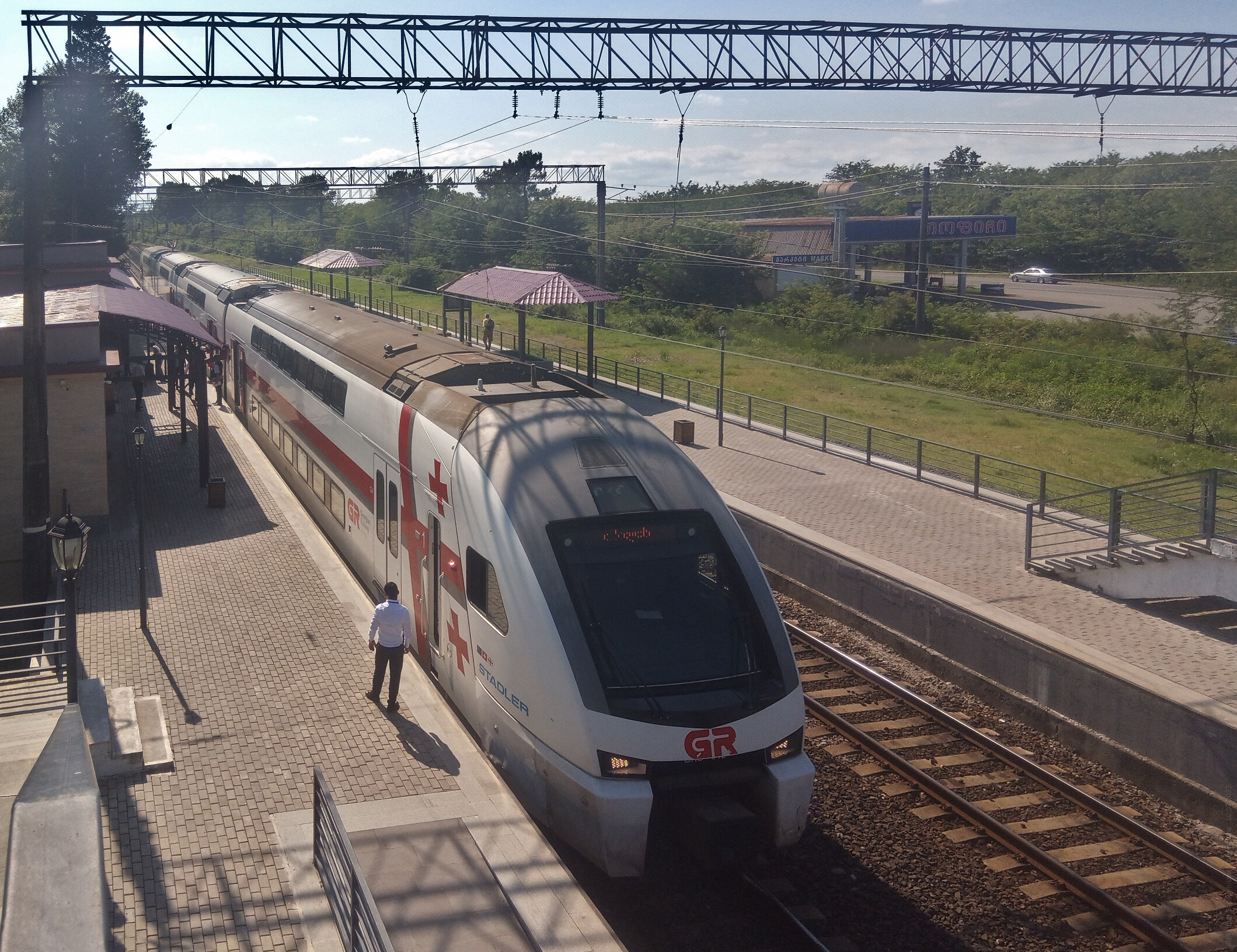
Sinds 2022 stoppen treinen bij het vliegveld van Koetaisi

De stad kreeg in 1872 op acht kilometer van het centrum het station Rioni aan de eerste spoorlijn in Transkaukasië (Tbilisi - Poti). In 1877 volgde een aftakking naar het centrum waar het station Koetaisi gebouwd werd, tegenwoordig Koetaisi I genoemd. Deze lijn werd in 1887 doorgetrokken naar de mijnbouwstad Tkiboeli. In 1934 werd vanaf de hoofdlijn een paar kilometer ten westen van het station Rioni een aftakking gebouwd langs de westkant van Koetaisi naar het prominente Sovjet-kuuroord Tskaltoebo, met het station Koetaisi II aan de rand van de toenmalige stad.
Sommige treinen tussen Tbilisi en het westen stoppen bij het station Rioni. Verder zijn er diensten vanaf Koetaisi I naar Batoemi, Tbilisi en Stasjchere (via Zestafoni). Sinds 2020 rijden er vanaf Koetaisi geen treinen naar Tkiboeli en Tskaltoebo.

### Luchthaven
In 2012 opende twintig kilometer ten zuidwesten van Koetaisi David de Bouwer Koetaisi Internationale Luchthaven. Sindsdien is het vliegveld, de voormalige Sovjet Luchtmachtbasis Kopitnari, met bijna 900.000 passagiers in 2019 de tweede grootste van het land geworden door met name het aantrekken van zogeheten 'lowcost' maatschappijen uit Europa, het Midden-Oosten en Kazachstan. Een van de belangrijkste klanten is de Hongaarse maatschappij Wizz Air die vanuit Koetaisi een twintigtal bestemmingen aanbiedt. Sinds 2022 stoppen treinen tussen Tbilisi en de westelijke steden Batoemi, Poti en Zoegdidi op het Kopitnari station bij het vliegveld.

## Stedenbanden
Koetaisi onderhoudt stedenbanden met:
- Asjkelon, Israël (1987)
- Charkiv, Oekraïne (2005)
- Columbia, Missouri, VS
- Dnipro, Oekraïne
- Gəncə, Azerbeidzjan (1996)
- Homel, Wit-Rusland (2016)
- Karşıyaka (2011)
- Kaunas, Litouwen
- Laiwu, Volksrepubliek China (2015)
- Lviv, Oekraïne (2002)
- Maribor, Slovenië (2016)
- Mykolajiv, Oekraïne (2012)
- Nanchang, Volksrepubliek China (2015)
- Newport, Wales, Verenigd Koninkrijk (1989)
- Poznań, Polen (2009)
- Soemy, Oekraïne (2018)
- Szombathely, Hongarije (2015)
- Tartu, Estland (2017)
- Ungheni (2015)
- Valkas, Letland (2016)
- Zjytomyr, Oekraïne

## Sport
Voetbalclub Torpedo Koetaisi is meervoudig landskampioen en bekerwinnaar van Georgië. De club speelt haar wedstrijden in het Ramaz Sjengeliastadion. Naast voetbal kende Koetaisi ook enkele basketbalclubs zoals BC Dinamo Koetaisi, meest recentelijk speelde BC Koetaisi 2010 Europese wedstrijden.

## Geboren
Als belangrijke historische stad kent Koetaisi veel historische prominente Georgiërs waaronder koningen die hier geboren zijn. Deze lijst is een selectie vanaf de 19e eeuw. 

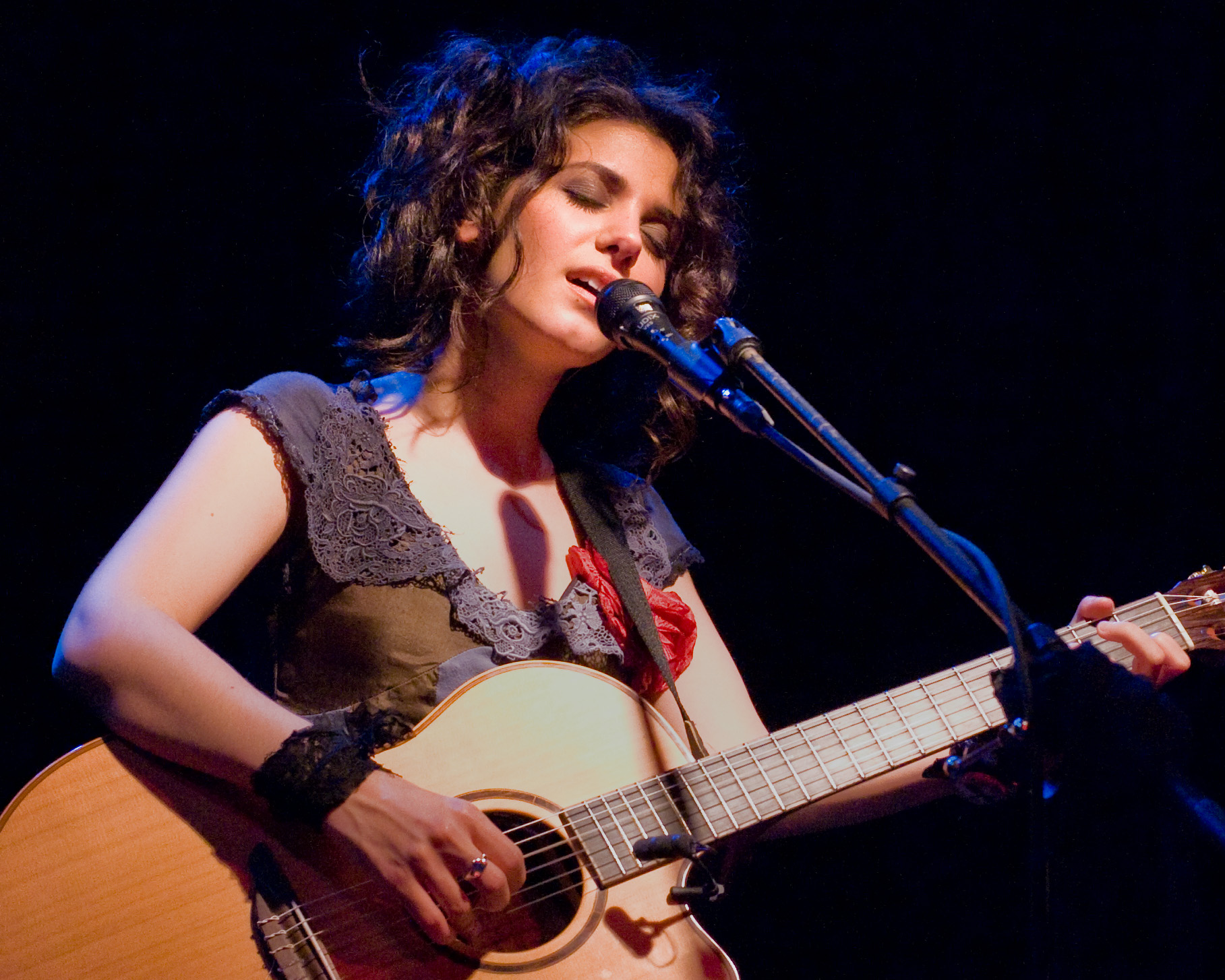
Katie Melua, geboren in Koetaisi

- Zakaria Paliasjvili (1871-1933), componist
- Władysław Raczkiewicz (1885-1947), Pools politicus
- Ketevan Magalasjvili (1894-1973), kunstschilderes
- Vasili Mzjavanadze (1902-1988), leider Georgische SSR 1953-1972
- Petre Otscheli (1907-1937), decor- en kostuumontwerper
- Medeja Dzjoegeli (1925-2016), Olympisch kampioen turnen
- Dzjemal Cherchadze (1945), voetballer en trainer
- Revaz Dzodzoeasjvli (1945), voetballer en trainer
- Givi Nodia (1948-2005), voetballer en trainer
- Tamaz Kostava (1956), voetballer
- Tengiz Soelakvelidze (1956), voetballer
- Ramaz Sjengelia (1957-2012), voetballer
- Maia Tsjiboerdanidze (1961), schaakster met de titel grootmeester
- Nino Boerdzjanadze (1964), politica
- Zoerab Ionanidze (1971), voetballer
- Davit Dzjanasjia (1972), voetballer
- Tea Lanchava (1974), Georgisch-Nederlands grootmeester schaken
- Micheil Asjvetia (1977), voetballer
- Malchaz Asatiani (1981), voetballer
- Irakli Kvirikasjvili (1984), voetbalscheidsrechter
- Katie Melua (1984), Georgisch-Brits zangeres en muzikante
- Nana Dzagnidze (1987), grootmeester schaken